# Курсел ан Монтањ
Курсел ан Монтањ (фр. Courcelles-en-Montagne) насеље је и општина у североисточној Француској у региону Шампањ-Арден, у департману Горња Марна која припада префектури Лангр.
По подацима из 2011. године у општини је живело 90 становника, а густина насељености је износила 5,94 становника/km². Општина се простире на површини од 15,16 km². Налази се на средњој надморској висини од 430 метара.

## Демографија
| 1962. | 1968. | 1975. | 1982. | 1990. | 1999. | 2011. |
| ----- | ----- | ----- | ----- | ----- | ----- | ----- |
| 59    | 93    | 71    | 79    | 73    | 77    | 90    |

График промене броја становника у току последњих година